# 新加坡中国文化中心
新加坡中国文化中心（英語：China Cultural Centre），是位于新加坡共和国中央商业区的一座中国文化中心，2015年11月7日成立，是中国政府派驻到新加坡的文化推广机构。

## 历史
2009年11月，中国国家主席胡锦涛对新加坡进行国事访问期间确定建立新加坡中国文化中心。中国文化中心建于原人民协会会所的所在地；奠基仪式于2010年11月15日举行，由中国国家副主席习近平和新加坡国务资政吴作栋主持。中心2013年1月开工建设，2015年4月竣工。2015年11月7日，中国国家主席习近平和新加坡荣誉国务资政吴作栋亦共同主持了中心揭牌仪式。

## 建筑
文化中心由新加坡建筑师刘太格设计；整栋建筑高11层，设有图书馆、教室和多功能厅等。中心建筑占地约1352平方米，建筑面积约8900平方米。刘太格采用中国红“斗拱”灯饰以及受鲁班风格影响的高窄门窗以体现“中国味道”；他也使用了透明材料打造景观电梯和空中连廊，让访客能在行走过程中观赏中心周边的景观。

## 交通
从CC2 百胜地铁站步行即可到达中国文化中心。

## 反应
2016年2月，新加坡书法家协会会长陈声桂表示“新加坡中国文化中心是弘扬中华优秀传统文化的平台，给人实在的感觉。新加坡是一个移民社会，多元文化交融。”，他认为中心“不仅可以联系本地华人，也能对东南亚华人形成一种辐射效应。”
2019年，美国智库詹姆斯敦基金会在一篇题为《中共在新加坡政治影响力运作的初步调查》的简报中指中共“透过这些组织（商会、文化组织等）渗透入新加坡的中共政治宣传信息，主要目的是推广所有华人不论国籍都应同属大中华圈的论述，提倡各国籍华人应亲近与效忠由中华人民共和国代表的中国。”简报特别提及新加坡中国文化中心，指其为中共影响新加坡政治的管道之一。新加坡各组织领袖均对该简报的准确性表示质疑。